# Sicherheitsbehälter

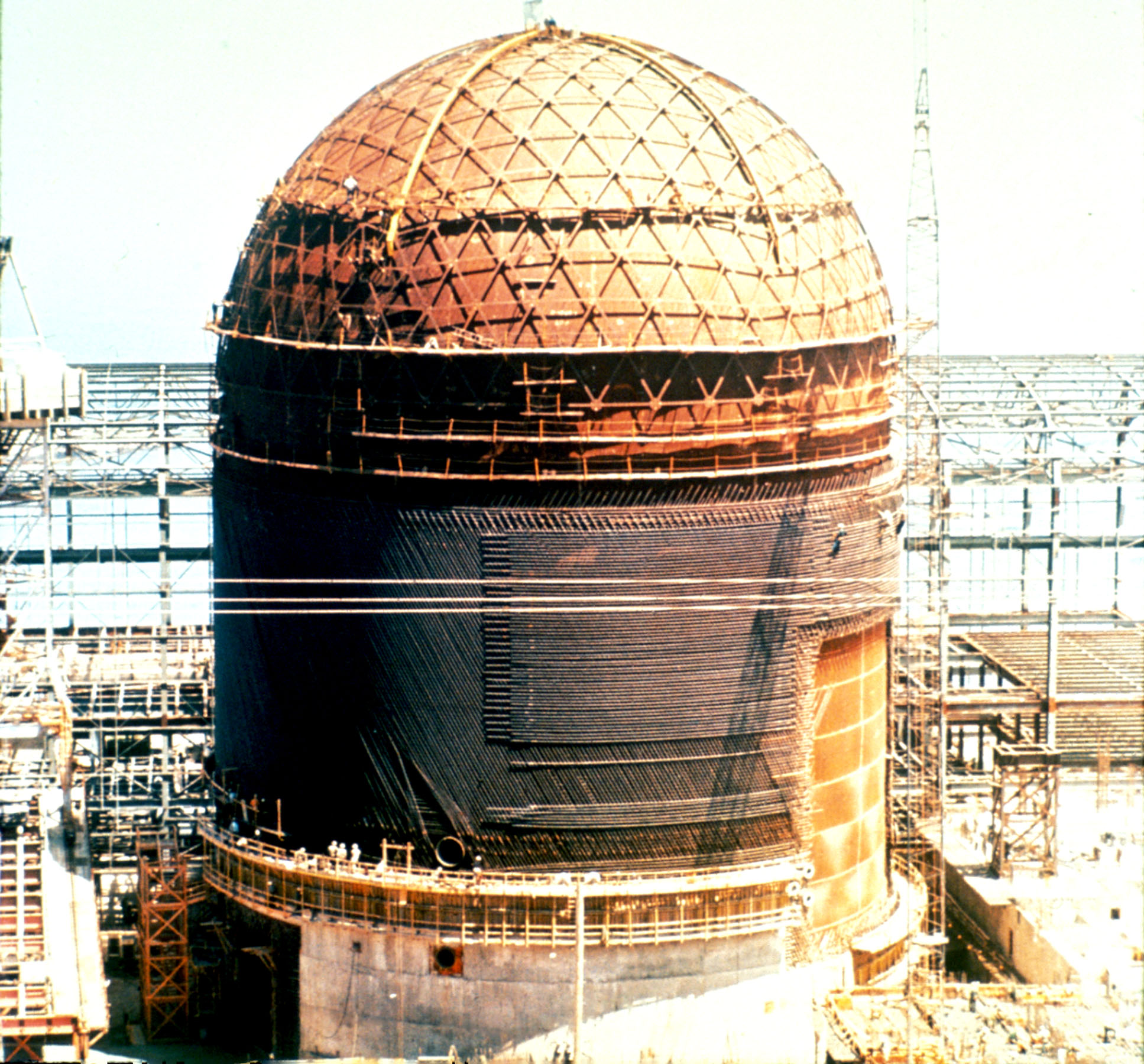
Containment während des Baus

Als Sicherheitsbehälter, Reaktorsicherheitsbehälter oder auch Containment, früher auch Sicherheitshülle wird die technisch gasdichte und druckfeste Umhüllung um einen Kernreaktor und dessen Kreislauf- und Nebenanlagen bezeichnet, damit – auch nach einem Störfall – keine radioaktiven Stoffe unkontrolliert in die Atmosphäre und Umgebung entweichen können. Der Begriff „Containment“ ist im Deutschen doppelt belegt, da er sowohl den Sicherheitsbehälter (Stahlschale) als auch das sich im Sicherheitsbehälter befindliche Volumen bezeichnet.

## Barrierenkonzept

Containment als Teil der Sicherheitsbarriere

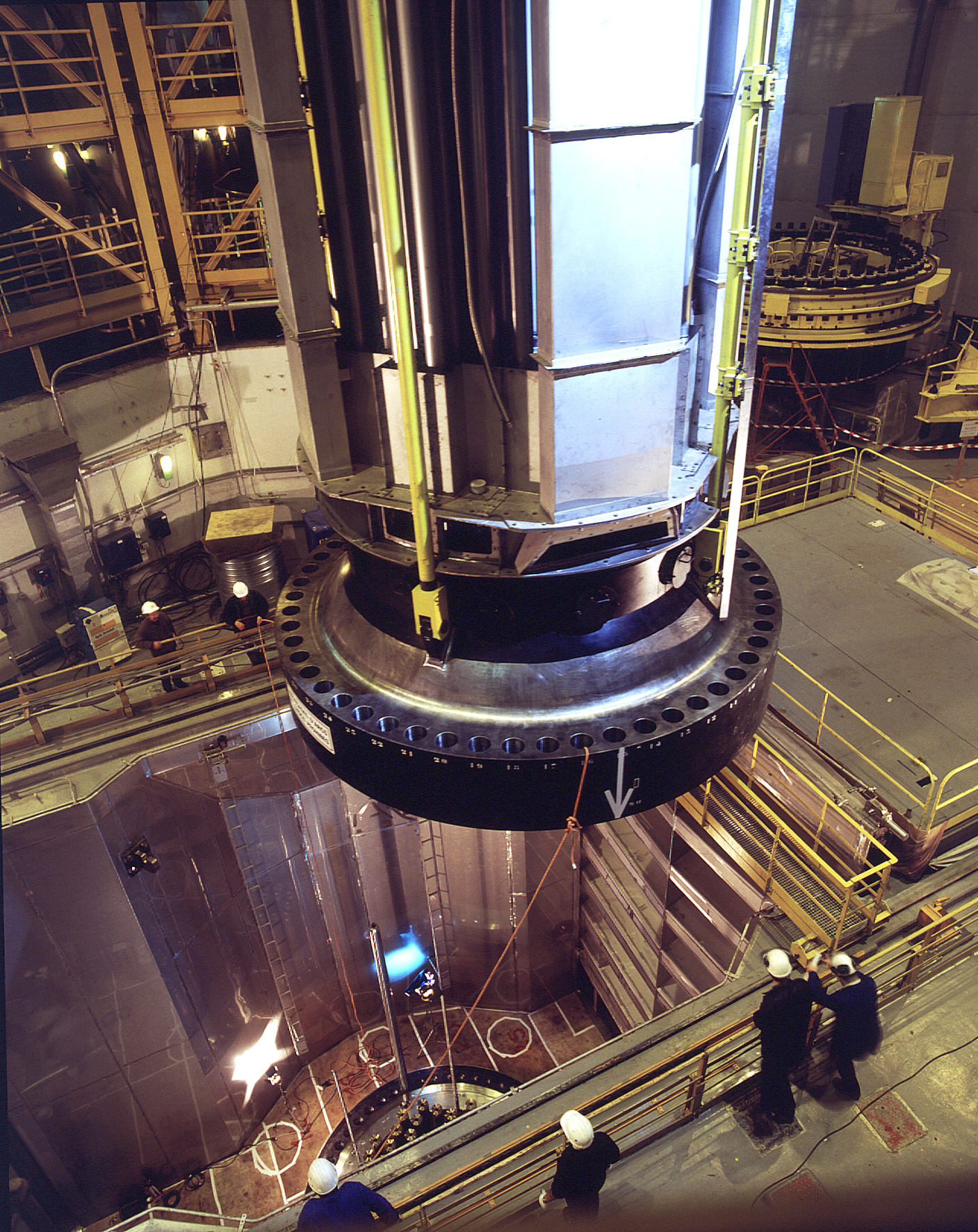
Innerhalb eines Containments

Der Sicherheitsbehälter ist in einem Kernkraftwerk eine der folgenden drei Barrieren (von innen nach außen betrachtet) gegen das Austreten radioaktiver Stoffe:
- die Brennstab-Hüllrohre (Nr. 6 im Bild),
- der Reaktordruckbehälter mit Primärkreis-Leitungen (Nr. 5 im Bild) und
- der Sicherheitsbehälter (Containment, Nr. 2 im Bild) sowie zugehörige Rückhalteeinrichtungen für flüssige und gasförmige Stoffe (z. B. Filter).

Der Sicherheitsbehälter mit den dazugehörigen Einrichtungen als dritte dieser Barrieren umschließt den Reaktordruckbehälter und den daran anschließenden Teil des Kühlmittelkreislaufs.
Bei Kernkraftwerken, die ein Doppel-Containment aufweisen, heißt der Raum zwischen dem eigentlichen, innen liegenden Containment und dem äußeren Reaktorgebäude Ringraum.
Bei Reaktoren mit flüssigem Kühlmittel – wie zum Beispiel Wasser in allen in Deutschland betriebenen Kernkraftwerken – sammelt sich etwa ausgetretenes Kühlmittel an der tiefsten Stelle des Sicherheitsbehälters, dem sogenannten Sumpf. Von hier aus kann das Kühlmittel in den Reaktorkühlkreislauf durch Pumpen zurückgeführt werden.

## Druckwasserreaktoren
Der Sicherheitsbehälter deutscher Druckwasserreaktoren (DWR) hat die Form einer Kugel und besteht aus Feinkorn-Baustahl. Laut Vorschrift muss er dem Druck, der bei völligem Ausdampfen des Primärkühlmittels entsteht, standhalten (Volldruck-Containment). Er ist bei KKW deutscher Bauart (auch SWR) immer in ein – von außen sichtbares – Reaktorgebäude aus Beton hineingebaut.
Der Innendurchmesser beträgt bei 1300-MW-Anlagen ca. 56 m. Die Wandstärke beträgt 3–4 cm. Diese großen Behälter konnten nur auf der Baustelle aus etwa 550 sphärisch gebogenen Einzelblechen zusammengeschweißt werden. Nach dem Verschließen durch die obere Polkappe erfolgte eine Druckprüfung (Festigkeitsprüfung) und Dichtheitsprüfung mit Druckluft durch Kompressoren. Hierbei wurde die zeitliche Leckrate (Druckabfall pro Zeit) durch Manometer und die Verformungen mit Dehnungsmessstreifen bestimmt. Während des Reaktorbetriebs können die Volldruck-Containments betreten werden (Unterteilung in Betriebs- und Anlagenräume).
Infolge einer Kernschmelze könnte unter Umständen auch ein Volldruck-Containment durch unzulässigen Druck bersten (was ein Super-GAU wäre). Um dies zu verhindern, wurden alle Kernreaktoren in Deutschland einige Jahre nach der Reaktor-Katastrophe von Tschernobyl 1986 mit einer gefilterten Druckentlastung („Wallmann-Ventil“) ausgestattet.

## Siedewasserreaktoren
Siedewasserreaktoren (SWR) der deutschen Baulinie 69 besaßen einen überwiegend kugelförmigen Sicherheitsbehälter mit rund drei Zentimetern Wandstärke, im Krümmel beispielsweise mit etwa 30 Meter Innendurchmesser. Auch diese wurden vor Ort zusammengeschweißt. Sie konnten während des Reaktorbetriebs nicht betreten werden und enthielten zum Schutz vor Knallgasexplosionen Stickstoff statt Luft. Das Kernkraftwerk Gundremmingen der Baulinie 72 hat ebenfalls ein relativ kleines Containment, das allerdings doch etwas größer ist als beim SWR 69 und zudem aus Spannbeton gebaut ist, der innen mit einem technisch gasdichten Stahl-Liner versehen ist. Da bei Siedewasserreaktoren weniger Ausrüstung im Containment untergebracht werden muss (ein SWR hat keine getrennten Dampferzeuger und keine großen Kühlmittelpumpen, sondern nur im Reaktor integrierte Zirkulationspumpen), kann dieses kleiner gebaut werden. Ein Nachteil des kleineren Sicherheitsbehälters ist der raschere Druckanstieg im Leckfall. Deshalb ist ein Druckabbausystem (DAS) vorhanden, bei dem der austretende Dampf in Kondensationskammern strömt und dort durch ein großes Wasserbecken geleitet und kondensiert wird.

## Allgemeines zur Technik

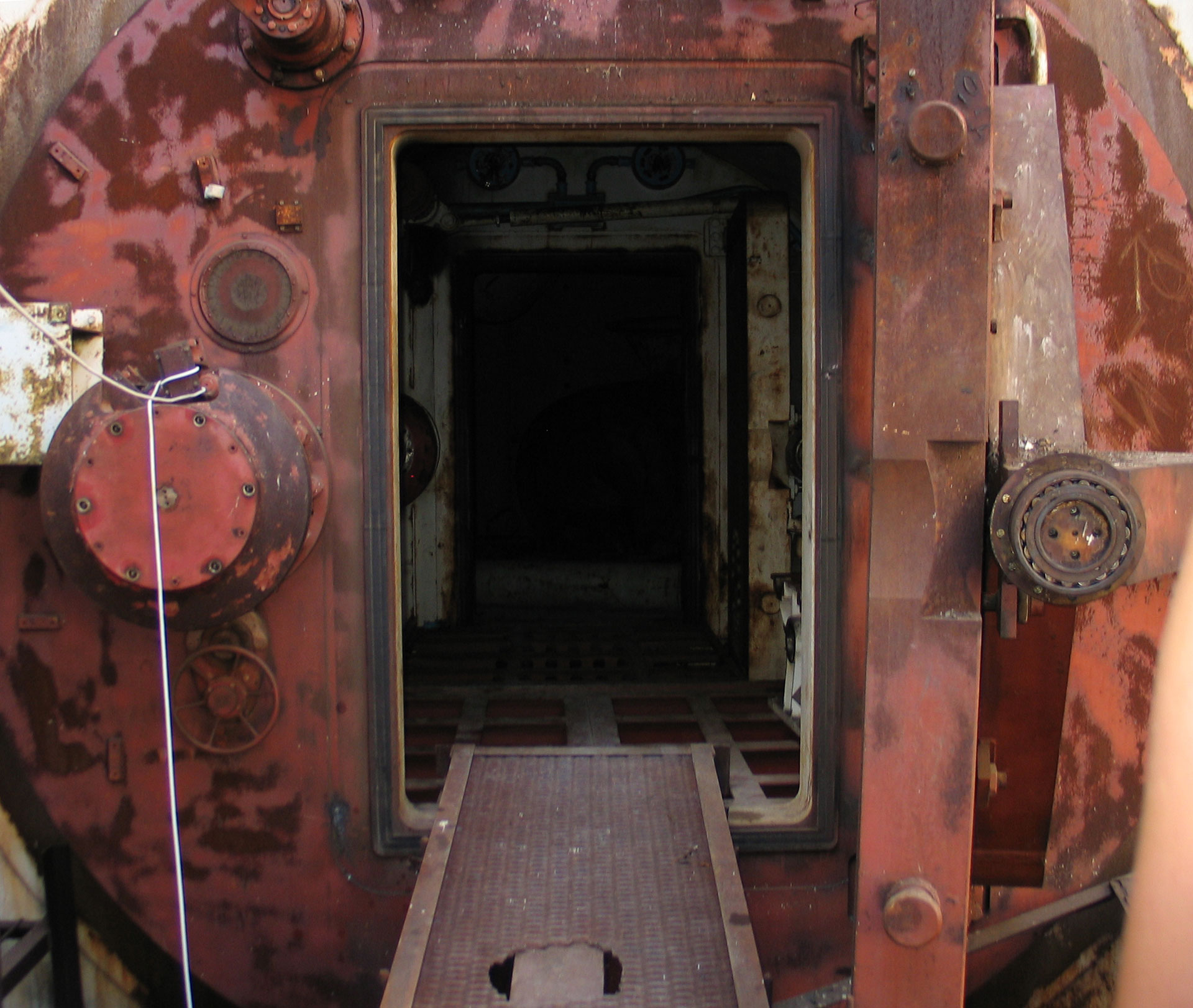
Druckschleuse des verworfenen Kernkraftwerks Krim

Der Sicherheitsbehälter ist mit Druckschleusen versehen. Diese besitzen eine innere und eine äußere Tür, welche gegeneinander so verriegelt sind, dass eine Tür immer nur dann geöffnet werden kann, wenn die andere geschlossen und der Druckausgleich vollzogen ist. Der Sicherheitsbehälter kann durch Personenschleusen betreten und verlassen werden. Für den Notfall sind Notschleusen vorgesehen. Zum Einbringen von Material (z. B. Brennelemente) dienen Materialschleusen, die in der Regel mit einem Schleusenwagen und Panzertüren ausgestattet sind.
Zur Durchführung von Rohrleitungen und Kabeln besitzt der Sicherheitsbehälter viele Durchbrüche, die besonderer Aufmerksamkeit bedürfen. Kleine Rohrleitungen können unter Beachtung von Wärmedehnungen und Druckkräften fest eingeschweißt werden. Große Rohrleitungen werden über Kompensatoren mit eventueller Absaugung und Stickstofffüllung angeschlossen. Kabeldurchführungen können als Glaseinschmelzungen und Hartlötverbindungen ausgeführt sein.